# Oreneta de les Galápagos
L'oreneta de les Galápagos (Progne modesta) és una espècie d'ocell de la família dels hirundínids (Hirundinidae). És endèmica de les illes Galápagos (Equador). El seu hàbitat natural principal són els boscos tropicals i subtropicals de frondoses humits de les terres baixes i de l'estatge montà, els roquissars, tota la zona litoral de platges, penyasegats, marees i llacs d'aigua dolça a prop de la costa, illes rocoses així com les àrees urbanes. El seu estat de conservació es considera en perill d'extinció.